# The Harlem Hellfighters
The Harlem Hellfighters è un romanzo a fumetti scritto da Max Brooks con illustrazioni realizzate da Caanan White. È un racconto romanzato delle esperienze del 369º reggimento di fanteria, in gran parte afroamericano, soprannominato i "combattenti dell'inferno" dai soldati tedeschi, durante la prima guerra mondiale.

## Complotto
Il romanzo è narrato da Mark, un veterano del 369mo in Europa. Inizia dal coinvolgimento degli Stati Uniti nella prima guerra mondiale, con il reclutamento per il 15° reggimento della guardia nazionale di New York, tenutosi ad Harlem. I soldati, sebbene tutti neri, provengono da un vasto panorama di classi e culture, il che porta a una tensione interna iniziale. Il 15° è guidato dal tenente Adams e dal sergente Mandla.
Nel luglio 1917, il reggimento inizia l'addestramento reclute a Camp Whitman, dove viene rigorosamente disciplinato e istruito da un benevolo Adams. Allo stesso tempo, i membri della banda del reggimento sono sottoposti all'addestramento del famoso bandleader sottotenente James Europe. È qui che i soldati afroamericani cominciano a sentire i primi effetti della segregazione nell'esercito degli Stati Uniti; ricevono le uniformi più tardi dei loro commilitoni bianchi e si addestrano con manici di scopa al posto dei fucili.
In ottobre, il reggimento viene riassegnato a Spartanburg, nella Carolina del Sud, per terminare l'addestramento. I timori sono alti tra i loro ranghi, dato che la città si trova nel sud di Jim Crow; solo poche settimane prima le tensioni tra i locali razzisti e le reclute afroamericane avevano portato a una rivolta a Houston. Al fine di preservare il benessere dei suoi uomini, il tenente Adams ordina loro di ignorare completamente qualsiasi provocazione verbale o fisica fatta dalla popolazione locale. Mark e molti dei suoi compagni di fanteria sono soggetti a un feroce pestaggio per mano di cittadini, che viene interrotto solo quando intervengono i soldati bianchi del 7 ° reggimento di fanteria.
Dopo una manciata di settimane a Spartanburg, il 15° viene schierato in Francia. Quando raggiungono il fronte occidentale nel gennaio 1918, il reggimento viene amaramente assegnato a ruoli laboriosi, scaricando navi e svolgendo compiti di pulizia per l'American Expeditionary Forces.
Dopo altri mesi di "lavoro di piccone e pala", il 15° viene riorganizzato nel 369° reggimento di fanteria e trasferito sotto la giurisdizione della Quarta Armata francese. I soldati francesi mostrano un livello di accettazione e tolleranza della presenza nera. L'amico di Mark, David Scott, viene ucciso da un cecchino il primo giorno nelle trincee mentre sbirciava ingenuamente nella terra di nessuno.
Il 369esimo viene presto preso alla sprovvista dalla brutale realtà della guerra; le trincee infestate dai topi, fangose e piene di pidocchi, diventano oggetto di molte lamentele. Tuttavia, i soldati si dimostrano presto validi in combattimento. Il soldato Henry Johnson diventa il primo americano a ricevere la Croix de Guerre dopo aver respinto un "gruppo di predoni" tedesco, armato esclusivamente di coltello e fucile, salvando la vita a più compagni. Ciò si traduce nell'ascesa alla ribalta del 369esimo per entrambi gli schieramenti, con i tedeschi che li soprannominarono Harlem Hellfighters. Con il progredire della guerra, i bombardamenti e gli attacchi con il gas diventano parte della routine quotidiana del 369°.
I soldati afroamericani presto affrontano una forte discriminazione da parte dei bianchi; alla fine vengono del tutto esclusi dalle interazioni sociali con i francesi più amichevoli. Mark viene presto arrestato dalla polizia militare dopo essersi difeso da una provocazione da parte di soldati bianchi. Un Mark frustrato, insistendo sul fatto che sta combattendo una "guerra dell'uomo bianco", si trasferisce in un'unità di lavoro.
Anticipando la seconda battaglia della Marna, il corpo di spedizione formula un piano per ritirarsi dalle trincee potenzialmente attaccabili dai tedeschi mentre bombarda le strade di rifornimento tedesche. Tuttavia, affinché ciò avvenga, gli americani devono rafforzare l'illusione per il nemico che le trincee siano ancora presidiate da uomini, posizionando una "unità di volontari" lasciata indietro. Il tenente Adams successivamente si offre volontario al 369° per questo compito. Poco prima dell'inizio del combattimento, Mark torna al suo reggimento, che supera completamente illeso il bombardamento tedesco delle trincee avanzate.
Subito dopo il 369° partecipa al pericoloso contrattacco alleato, con il serg. Mandla che viene ucciso in combattimento.
Il romanzo si conclude con una serie di tavole conclusive, in cui si afferma che gli Harlem Hellfighters trascorsero 191 giorni in combattimento, furono la prima unità alleata a raggiungere il Reno e che ricevettero una parata per la vittoria al loro ritorno a casa a New York.

## Produzione
L'interesse di Brooks per il 369° reggimento di fanteria è nato all'età di dieci anni, quando un tutor gli ha raccontato la loro storia. Da adulto, Brooks ha tentato di trasformare la loro storia in un film, proponendo inutilmente la sua sceneggiatura nell'industria cinematografica. I vari studi cercati da Brooks credevano che la prima guerra mondiale fosse stata oscurata al grande pubblico americano; credevano che un film sull'argomento non sarebbe stato redditizio. Alla fine, dopo aver collaborato con White a una grafica che accompagnava il suo romanzo Manuale per sopravvivere agli zombi nel 2006, Brooks si è reso conto che la storia poteva essere raccontata all'interno del fumetto senza le preoccupazioni finanziarie del film.

### Realtà contro finzione
Brooks ha spesso utilizzato l'uso della fusione per creare i personaggi di The Harlem Hellfighters, prendendo ispirazione dai soldati della vita reale e trasmettendola sulle pagine sotto forma di un singolo individuo. Ad esempio, il tenente Adams era una combinazione di diversi ufficiali neri all'epoca. Il ruolo di un ufficiale francese trae ispirazione da un brano di From Harlem to the Rhine. Allo stesso tempo, i membri della vita reale del 369° sono stati utilizzati nella rivisitazione romanzata del racconto, tra cui James Europe, Henry Johnson, Arthur Little e Henri Gouraud.

## Edizioni
- (EN) Max Brooks, The Harlem Hellfighters, illustrazioni di Caanan White, New York, Broadway Books, 2014, ISBN 9780307464972, OCLC 852457471.